# Мехиас, Томас
Тома́с Мехи́ас Осо́рио (исп. Tomás Mejías Osorio; 30 января 1989, Мадрид) — испанский футболист, вратарь клуба «Сеута». Победитель Средиземноморских игр 2009 в составе сборной Испании для игроков до 20 лет.

## Биография
В возрасте 12 лет Томас стал тренироваться в молодёжной команде мадридского «Реала». До этого он был в системе любительского клуба «Кослада». С 2007 года вратарь начал привлекаться к играм третьей команды «Реала». В сезоне 2007/08 Мехиас дебютировал в составе второй команды — «Реал Мадрид Кастилья», которая выступала в Сегунде B.
В начале мае 2011 года тренер главной команды Жозе Моуриньо принял решение дать отдых основному вратарю команды Икеру Касильясу. 10 мая на матч «Реал Мадрид» — «Хетафе», проходивший в рамках чемпионата Испании, молодой испанец был заявлен в качестве резервного голкипера. После того, как соперники сливочных пропустили четыре безответных мяча, Томас вышел на замену Антонио Адану. В оставшиеся семь минут матча Мехиас сохранил свои ворота в неприкосновенности, чем помог «Реалу» одержать разгромную победу в домашней игре с тёмно-синими.
В сезоне 2011/12 испанский вратарь оказался в заявке команды на первый матч сезона против «Реала Сарагосы», но на поле он так и не появился.
11 февраля 2014 года на правах аренды до конца сезона Мехиас перешёл в клуб английского Чемпионшипа «Мидлсбро», где воссоединился с бывшим тренером «Реала» Айтором Каранкой. 1 марта дебютировал в составе «Боро» в выездной игре против «Шеффилд Уэнсдей» (0:1).
5 января 2017 года Мехиас вернулся в Испанию, перейдя на правах аренды до конца сезона в «Райо Вальекано», представляющий Сегунду, однако сыграл там лишь в 2 встречах.
Летом 2018 года на правах свободного агента перешёл в кипрскую «Омонию», однако, проведя там один сезон, через год вновь вернулся в «Мидлсбро».

## Достижения
- Победитель Средиземноморских игр: 2009
- Победитель Сегунды B: 2011/12